# Кенсак (Дордонь)
Кенса́к (фр. Quinsac) — коммуна во Франции, находится в регионе Аквитания. Департамент — Дордонь. Входит в состав кантона Брантом. Округ коммуны — Нонтрон.
Код INSEE коммуны — 24346.

## География

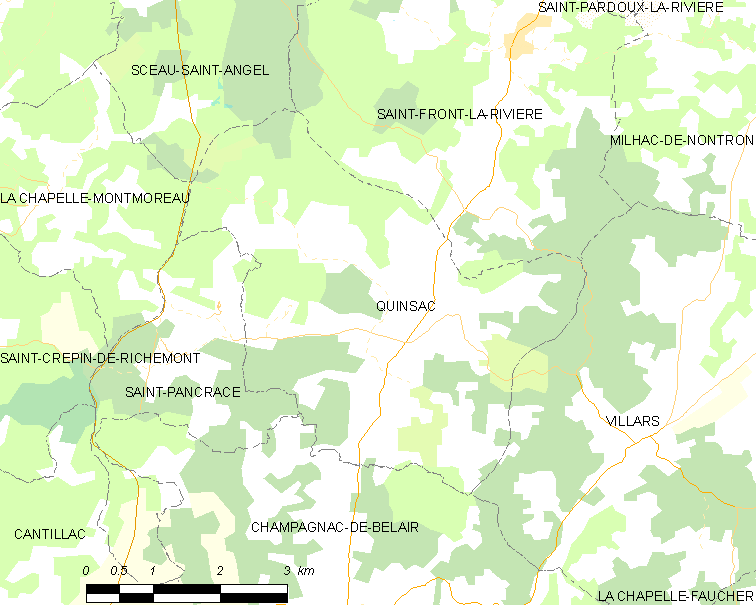
Карта коммуны

Коммуна расположена приблизительно в 410 км к югу от Парижа, в 125 км северо-восточнее Бордо, в 28 км к северу от Перигё.
По территории коммуны протекает река Дрон.

### Климат
Климат умеренный океанический со средним уровнем осадков, которые выпадают преимущественно зимой. Лето здесь долгое и тёплое, однако также довольно влажное, здесь не бывает регулярных периодов летней засухи. Средняя температура января — 5 °C, июля — 18 °C. Изредка вследствие стечения неблагоприятных погодных условий может наблюдаться непродолжительная засуха или случаются поздние заморозки. Климат меняется очень часто, как в течение сезона, так и год от года.

## Население
Население коммуны на 2010 год составляло 385 человек.
| 1962 | 1968 | 1975 | 1982 | 1990 | 1999 | 2010 |
| ---- | ---- | ---- | ---- | ---- | ---- | ---- |
| 441  | 391  | 427  | 450  | 421  | 425  | 385  |

## Администрация
| Период | Период | Фамилия       | Партия       | Примечания |
| ------ | ------ | ------------- | ------------ | ---------- |
| 1947   | 1961   | Леон Ларре    |              |            |
| 1961   | 1993   | Рауль Дюконже |              |            |
| 1993   | 2008   | Юбер Вильвегу |              | фермер     |
| 2008   | 2020   | Мишель Дюбрёй | беспартийный | пенсионер  |

## Экономика
В 2010 году среди 238 человек трудоспособного возраста (15-64 лет) 169 были экономически активными, 69 — неактивными (показатель активности — 71,0 %, в 1999 году было 76,0 %). Из 169 активных жителей работали 148 человек (83 мужчины и 65 женщин), безработных было 21 (7 мужчин и 14 женщин). Среди 69 неактивных 11 человек были учениками или студентами, 39 — пенсионерами, 19 были неактивными по другим причинам.

## Достопримечательности
- Замок Вогубер[фр.] (XVIII век). Исторический памятник с 1948 года[5]
- Церковь Св. Сатурнина (XVII век)[6]

## Фотогалерея

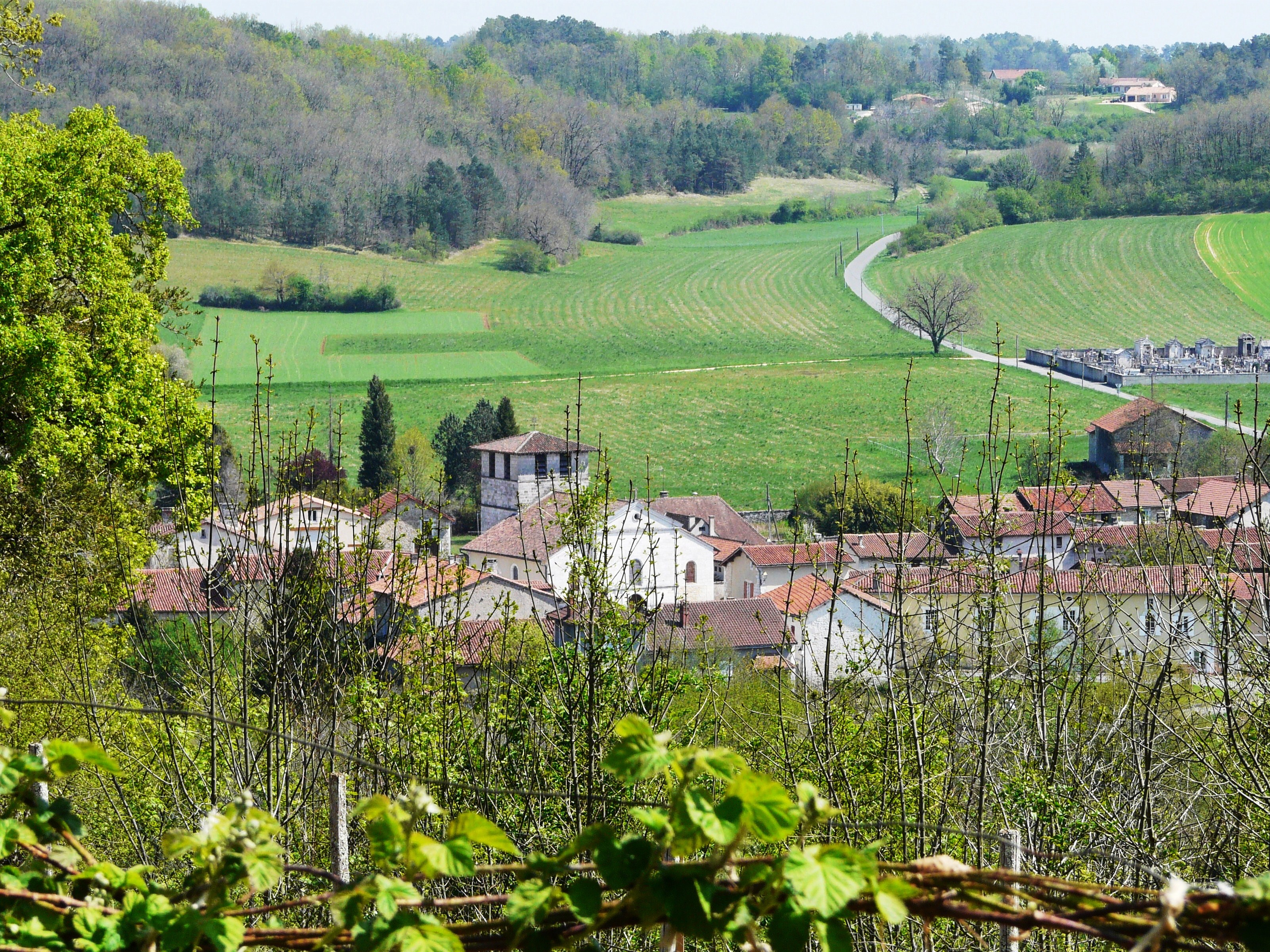
Кенсак
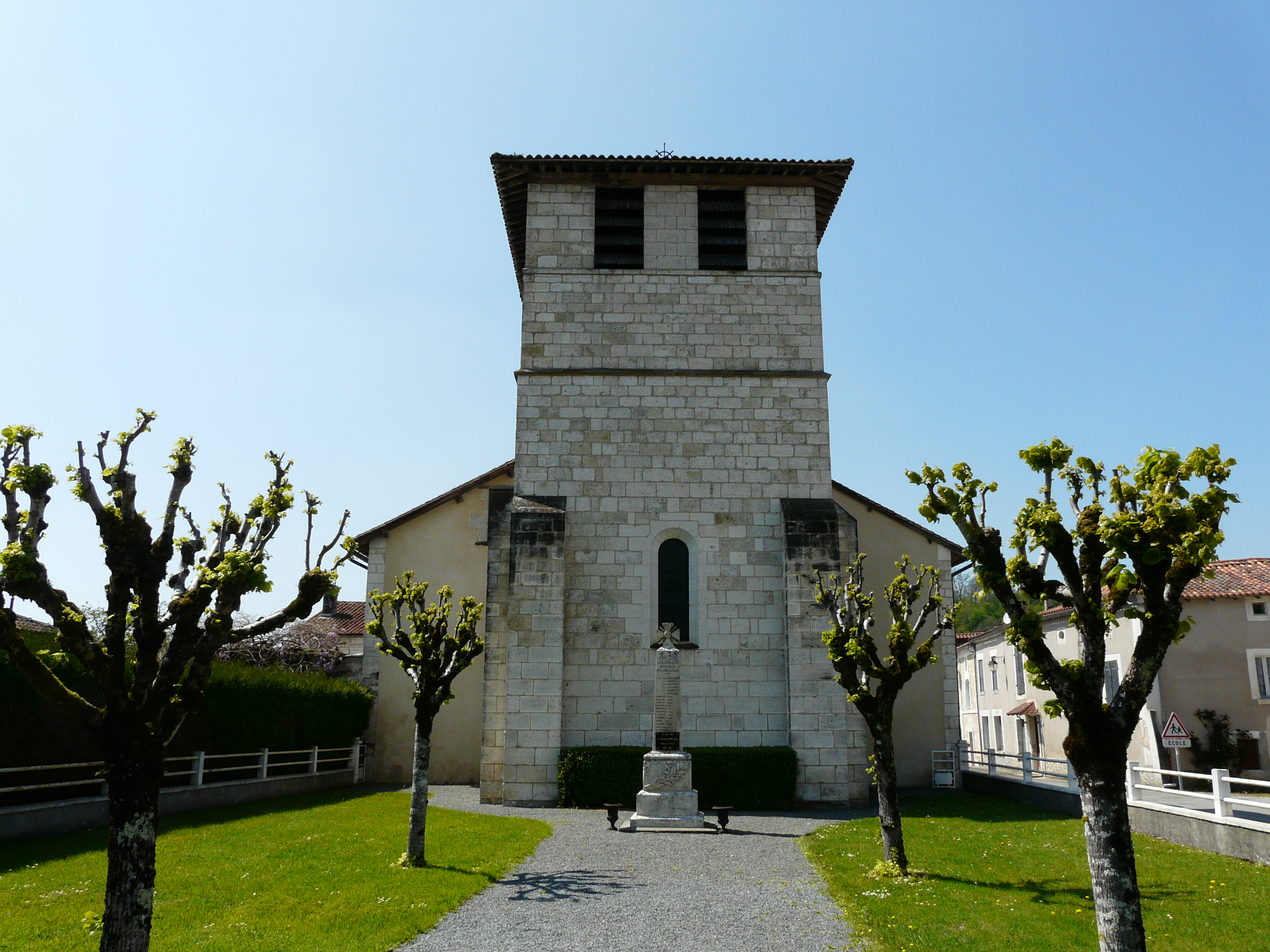
Церковь Св. Сатурнина
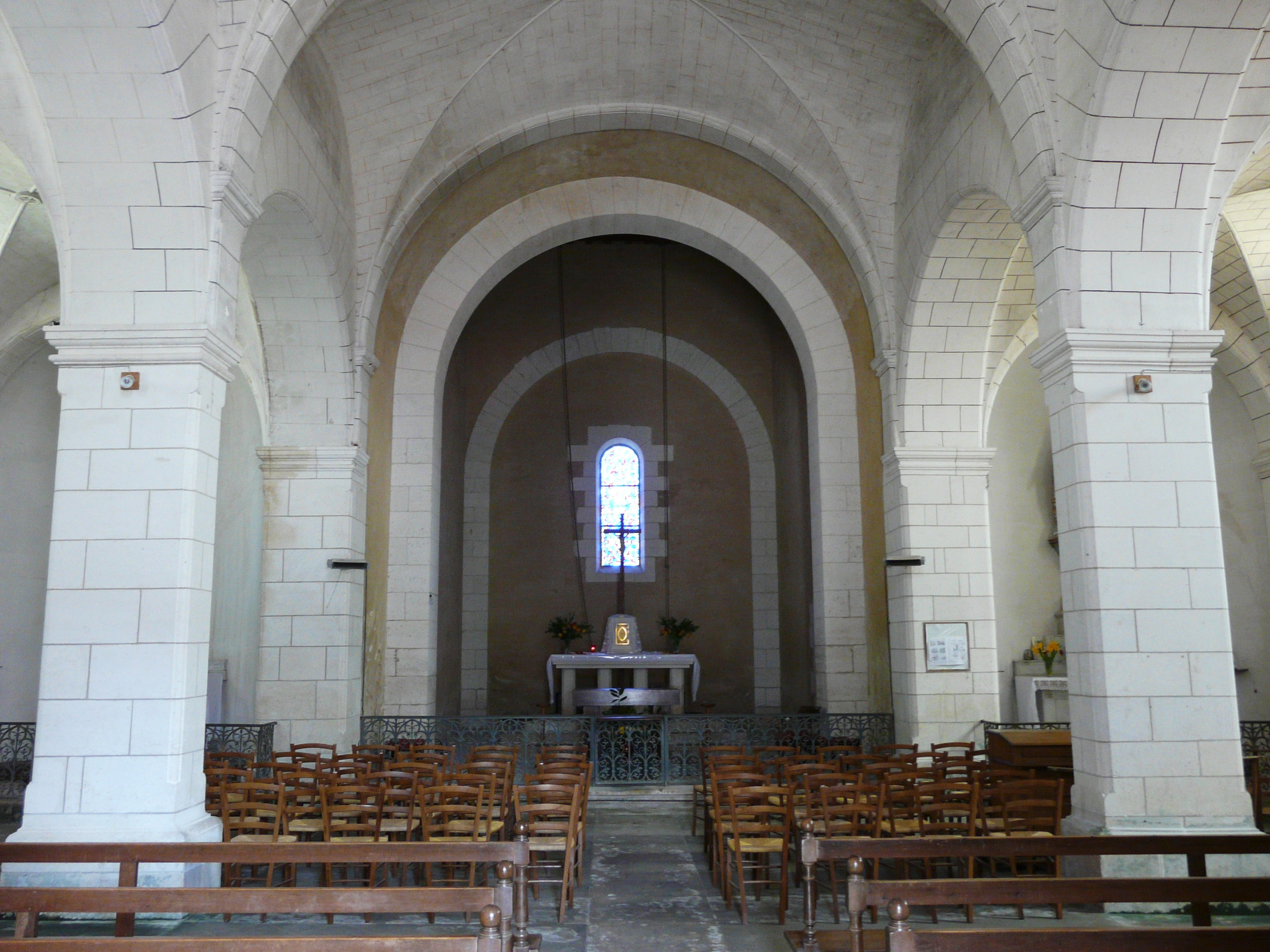
Интерьер церкви
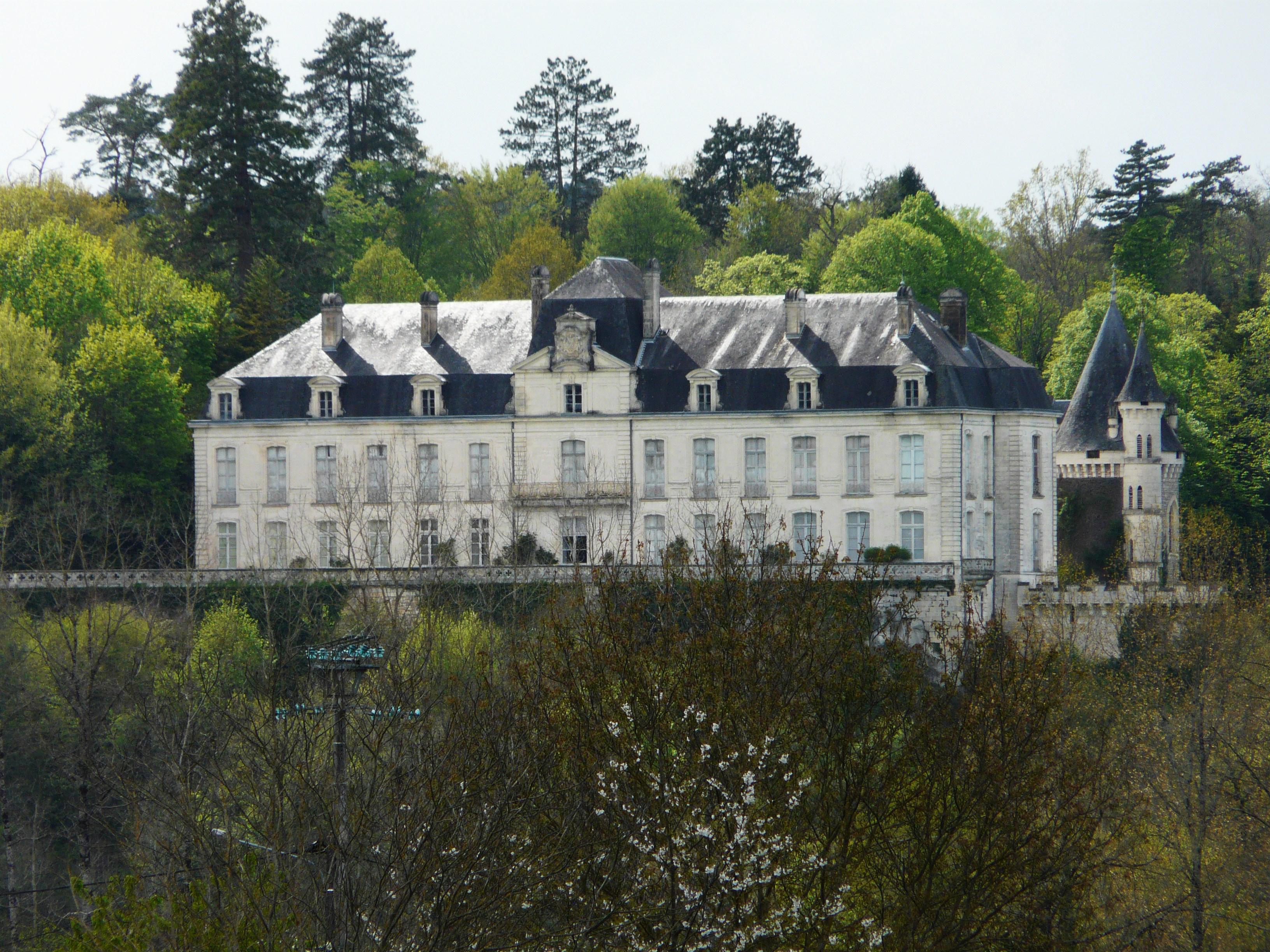
Замок Вогубер
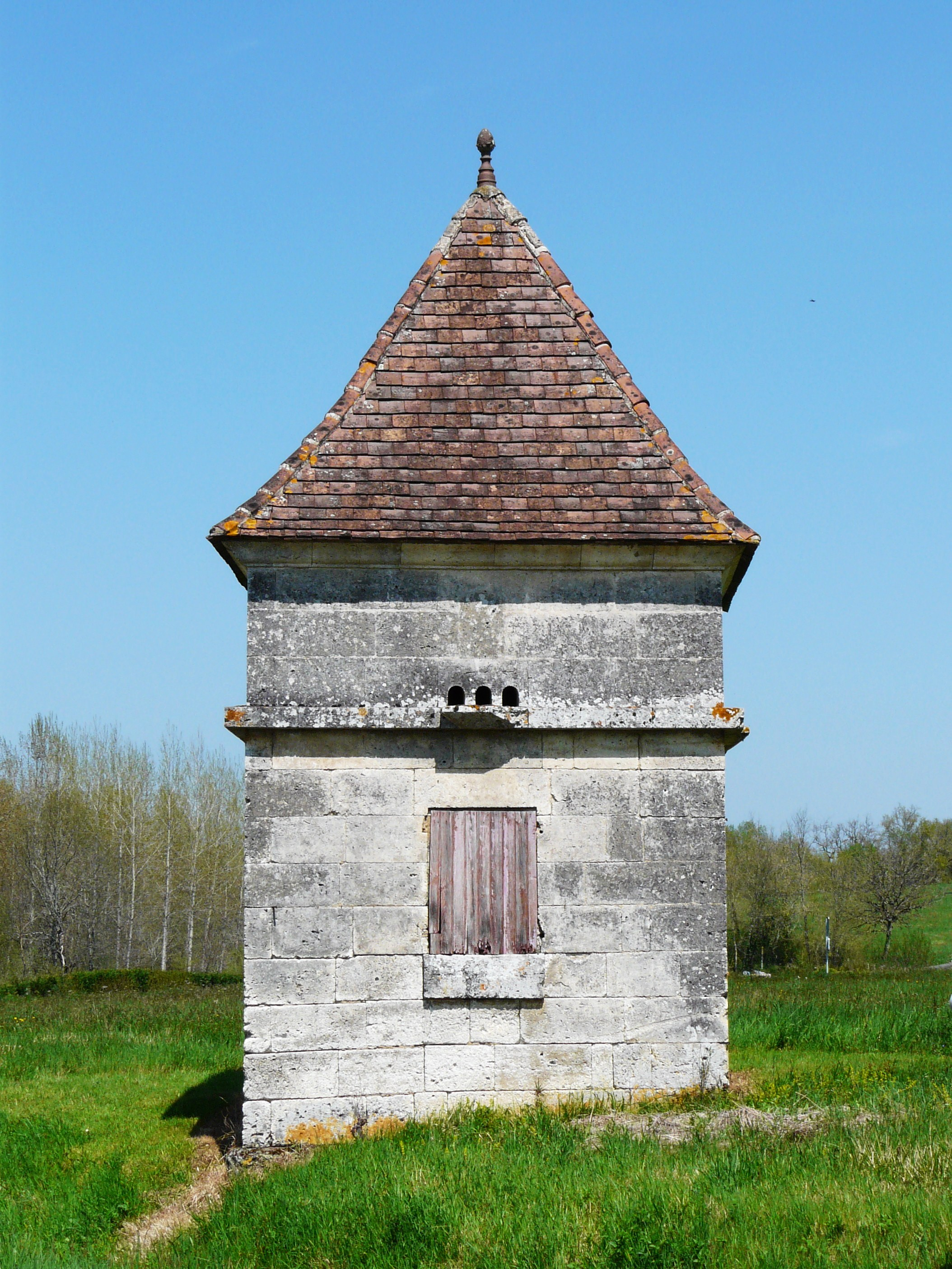
Голубятня
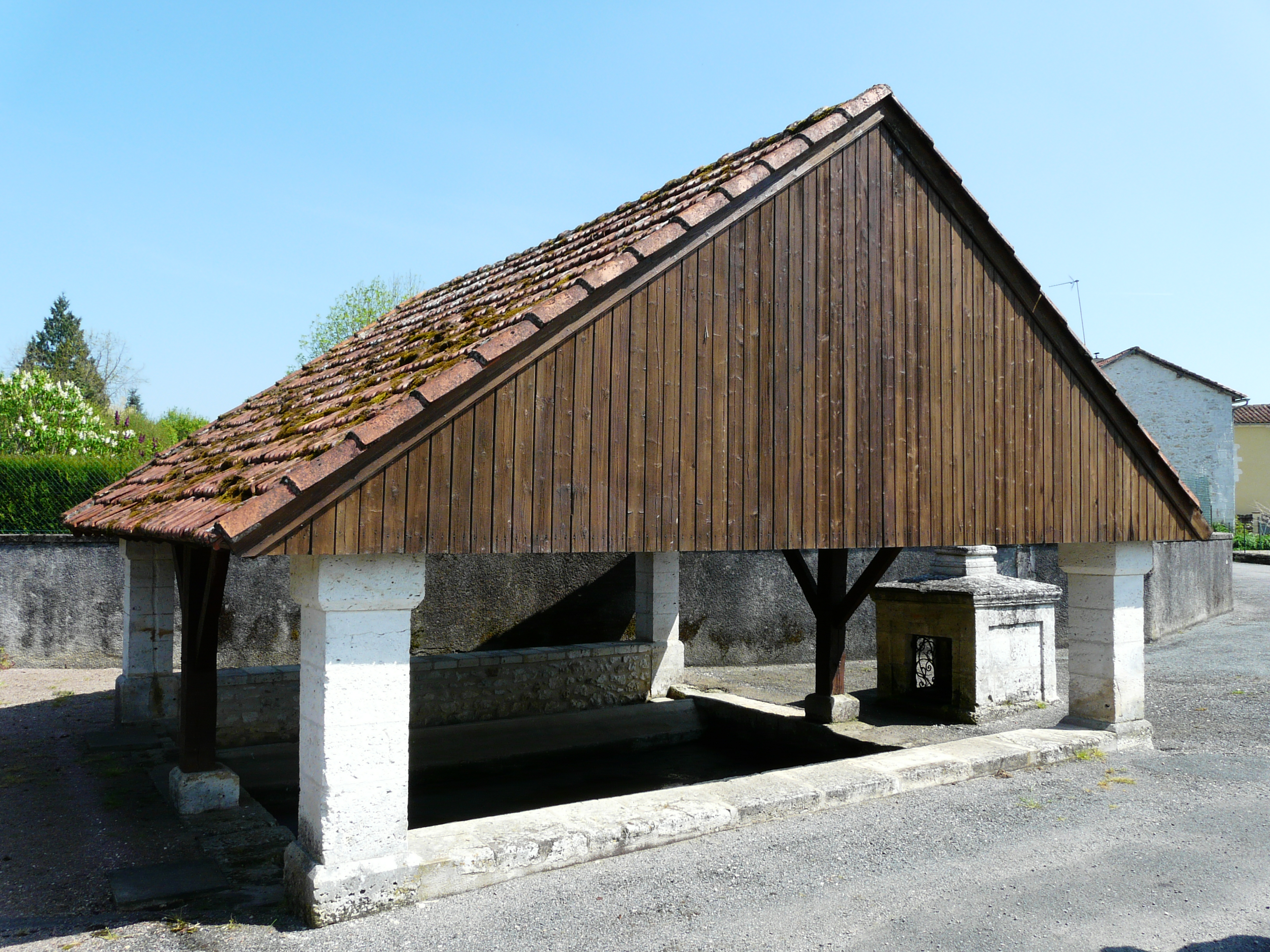
Общественная прачечная
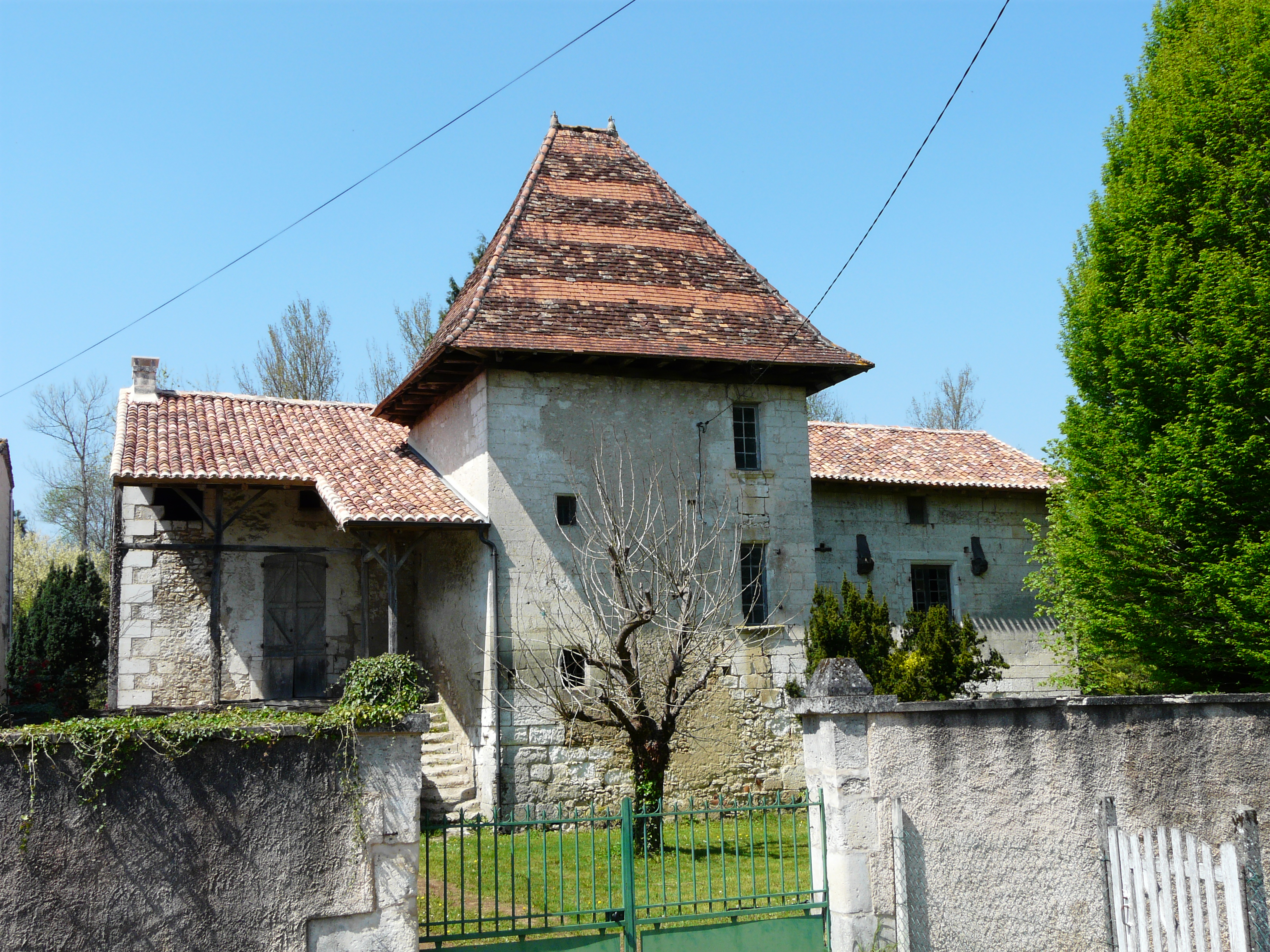
Загородный дом
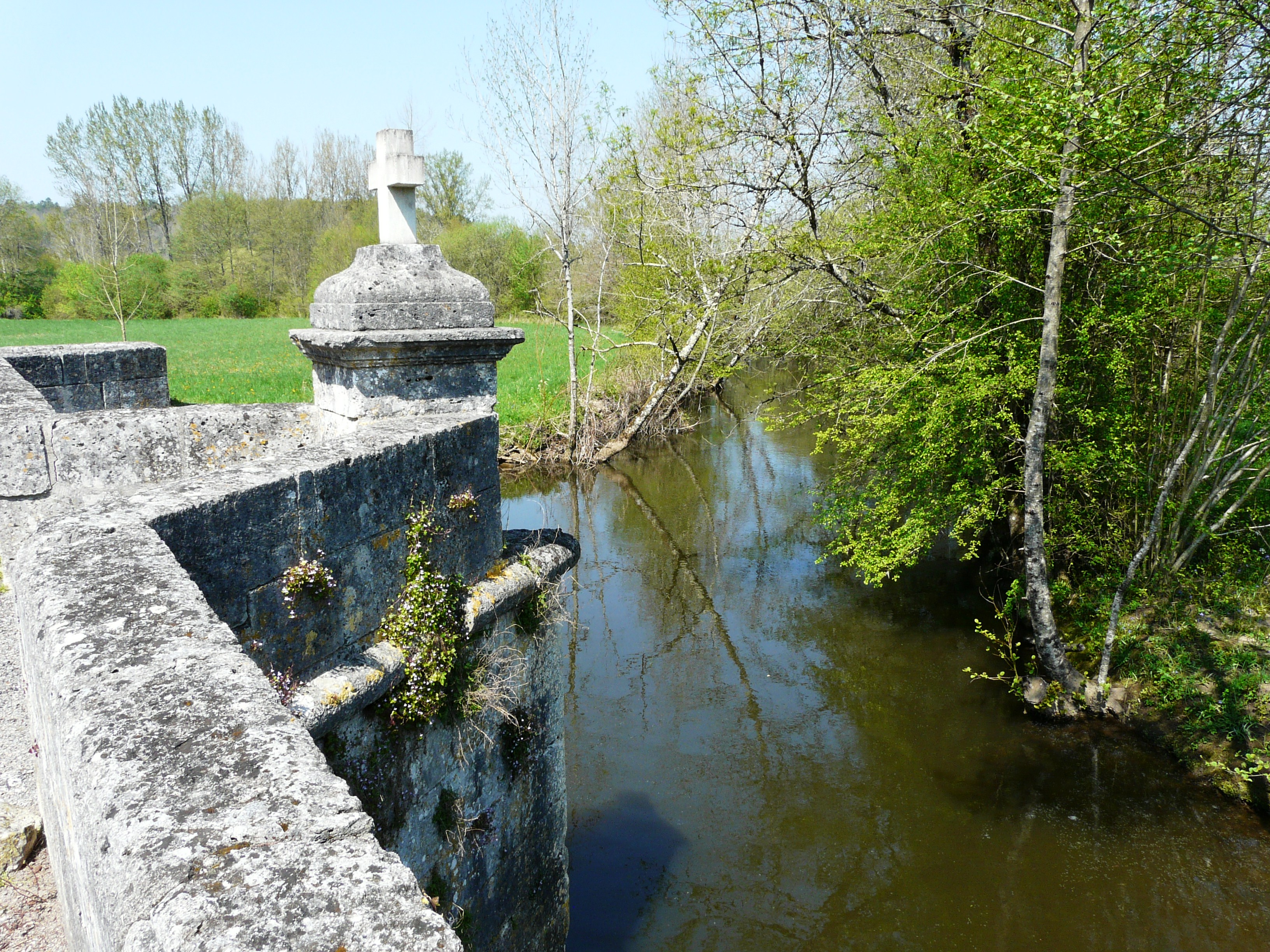
Мост через реку Дрон
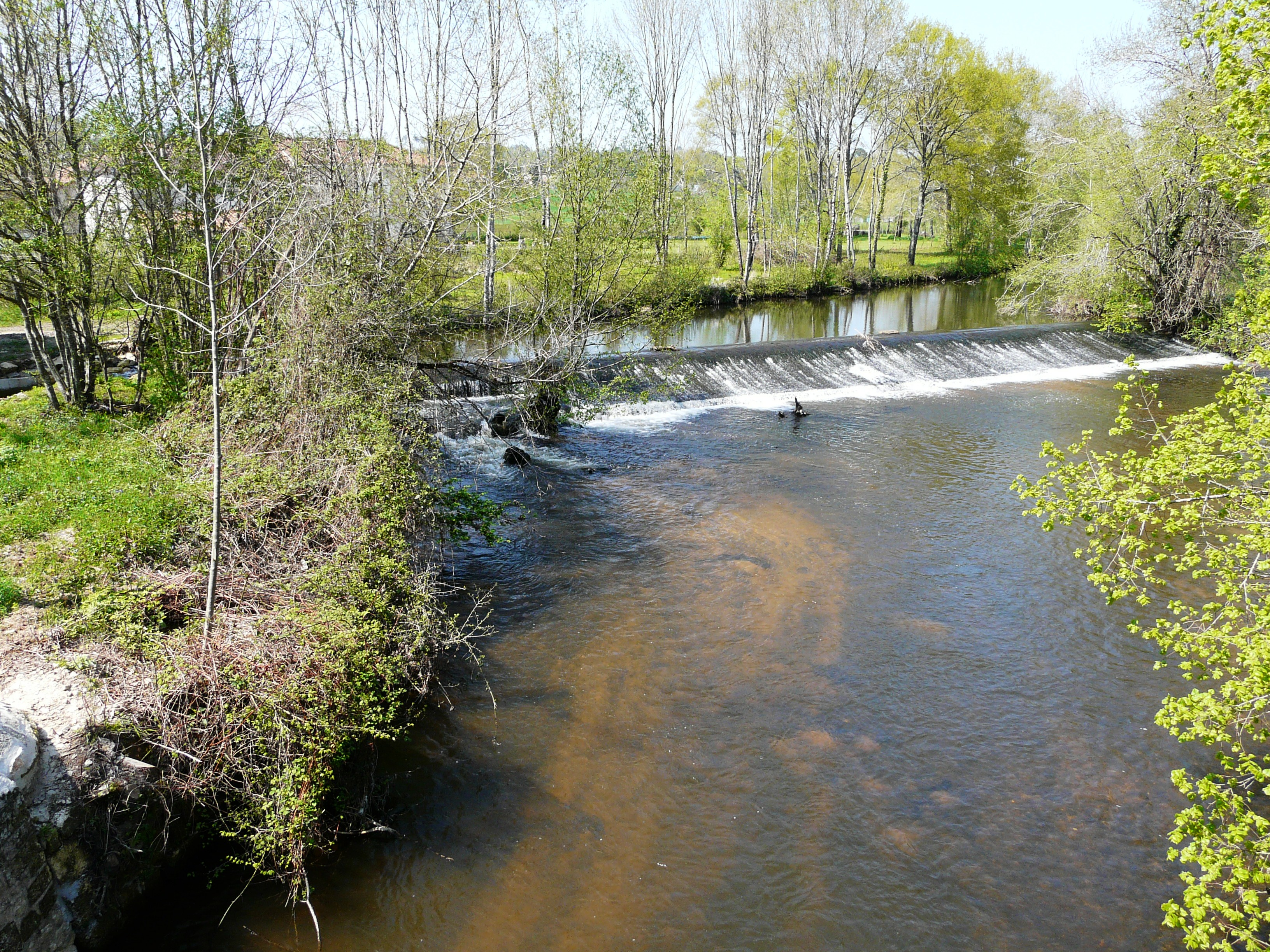
Река Дрон